# 89A busz (Budapest)
A budapesti 89A jelzésű autóbusz a Baross tér és a Mikó utca között közlekedett. A vonalat a Budapesti Közlekedési Vállalat üzemeltette.

## Története
1972. december 23-án 89A jelzéssel indult új buszjárat a Baross tér és a Mikó utca között. A járat éjszaka is közlekedett a Baross tér és a Szarvas tér között. Az éjszakai járatot 1976. március 22-én az Örs vezér teréig hosszabbították a Nagy Lajos király útján és a Thököly úton.
1977. január 1-jén 78-asra számozták át. Az éjszakai járat továbbra is az Örs vezér tere és az Erzsébet híd, budai hídfő között járt, mely később megkülönböztetésként a 78É jelzést kapta.
Ugyanekkor indult el az új 89A jelzésű betétjárat a Nagyvárad tér és az Aszódi utca között. 1978. október 23-án jelentősen megrövidült, már csak a Gyáli úti sorompó és az Aszódi utca közötti szakaszt szolgálta ki. Kihasználatlanság miatt 1979. június 30-án megszüntették.

## Útvonala
Nappali járat
| Mikó utca felé | Baross tér felé |
| --- | --- |
| Baross tér vá. – Baross tér – Rákóczi út – Kossuth Lajos utca – Felszabadulás tér – Szabad sajtó út – Erzsébet híd – Döbrentei tér – Attila út – Krisztina körút – Mikó utca vá. | Mikó utca vá. – Krisztina körút – Mikó utca – Attila út – Krisztina körút – Döbrentei tér – Erzsébet híd – Szabad sajtó út – Felszabadulás tér – Kossuth Lajos utca – Rákóczi út – Baross tér – Baross tér vá. |

Éjszakai járat
| Szarvas tér felé | Örs vezér tere felé |
| --- | --- |
| Örs vezér tere vá. – Nagy Lajos király útja – Révai utca – Varsó utca – Lumumba utca – Thököly út – Baross tér – Rákóczi út – Kossuth Lajos utca – Felszabadulás tér – Szabad sajtó út – Erzsébet híd – Döbrentei tér – Attila út – Szarvas tér vá. | Szarvas tér vá. – Kereszt utca – Krisztina körút – Döbrentei tér – Erzsébet híd – Szabad sajtó út – Felszabadulás tér – Kossuth Lajos utca – Rákóczi út – Baross tér – Thököly út – Bosnyák tér – Nagy Lajos király útja – Örs vezér tere vá. |

## Megállóhelyei
| 89A (Baross tér – Mikó utca)       | 89A (Baross tér – Mikó utca)          | 89A (Baross tér – Mikó utca)       | 89A (Baross tér – Mikó utca)       | 89A (Baross tér – Mikó utca)       | 89A (Baross tér – Mikó utca)                                                                           | 89A (Baross tér – Mikó utca)                 | 89A (Baross tér – Mikó utca)                 |
| 89A (Örs vezér tere – Szarvas tér) | 89A (Örs vezér tere – Szarvas tér)    | 89A (Örs vezér tere – Szarvas tér) | 89A (Örs vezér tere – Szarvas tér) | 89A (Örs vezér tere – Szarvas tér) | 89A (Örs vezér tere – Szarvas tér)                                                                     | 89A (Örs vezér tere – Szarvas tér)           | 89A (Örs vezér tere – Szarvas tér)           |
| Perc (↓)                           | Perc (↓)                              | Megállóhely                        | Perc (↑)                           | Perc (↑)                           | Átszállási kapcsolatok a járat megszűnésekor                                                           | Átszállási kapcsolatok a járat megszűnésekor | Átszállási kapcsolatok a járat megszűnésekor |
| Perc (↓)                           | Perc (↓)                              | Megállóhely                        | Perc (↑)                           | Perc (↑)                           | Nappal                                                                                                 | Éjszaka                                      | Szilveszter éjszaka                          |
| ---------------------------------- | ------------------------------------- | ---------------------------------- | ---------------------------------- | ---------------------------------- | --- | -------------------------------------------- | -------------------------------------------- |
|                                    | 0                                     | Örs vezér tere éjszakai végállomás | 21                                 |                                    | | 31Y                                          | 31B, 31Y, 32                                 |
| 1                                  | Tihamér utca (↓) Bánki Donát utca (↑) | 20                                 |                                    | 32                                 | |                                              |                                              |
| 2                                  | Fogarasi út                           | 19                                 |                                    | 32                                 | |                                              |                                              |
| 3                                  | Mogyoródi út                          | 18                                 |                                    | 32                                 | |                                              |                                              |
| 4                                  | Egressy út                            | 17                                 |                                    | 32                                 | |                                              |                                              |
| 5                                  | Szugló utca                           | 16                                 |                                    | 32                                 | |                                              |                                              |
| 6                                  | Bosnyák tér                           | 15                                 |                                    | 7C, 32, 73                         | |                                              |                                              |
| 7                                  | Lumumba utca                          | 14                                 |                                    | 7C                                 | |                                              |                                              |
| 8                                  | Kolumbusz utca (↓) Amerikai út (↑)    | 13                                 |                                    | 7C                                 | |                                              |                                              |
| 9                                  | Hungária körút                        | 12                                 | 69                                 | 69 7C                              | |                                              |                                              |
| 10                                 | Népstadion út                         | 11                                 | 69                                 | 69 7C                              | |                                              |                                              |
| 11                                 | Cházár András utca                    | 10                                 | 69                                 | 69 7C                              | |                                              |                                              |
| 12                                 | Dózsa György út                       | 9                                  | 69                                 | 69 7C                              | |                                              |                                              |
| 0                                  | 13                                    | Baross tér nappali végállomás      | 8                                  | 15                                 | 23, 24, 29Y, 36, 44, 67 73, 76, 78, 79 7A, 7C, 19, 20, 20A, 30, 33, 95, 107, 130, 173E Budapest-Keleti | 69                                           | 69 7C, 30A                                   |
| 3                                  | 15                                    | Huszár utca (↓) Berzsenyi utca (↑) | 6                                  | 13                                 | 7A, 7C                                                                                                 |                                              | 7C                                           |
| 5                                  | 16                                    | Lenin körút                        | 5                                  | 11                                 | 4, 6, 28, 29, 37, 37A 7A, 7C, 12, 12A, 89, 99, 99Y, 107, 112A, 199                                     | 6, 28                                        | 6, 28 7C, 12                                 |
| 7                                  | 17                                    | Kazinczy utca (↓) Vas utca (↑)     | 4                                  | 9                                  | 7A, 7C, 74, 89                                                                                         |                                              | 7C                                           |
| 8                                  | 18                                    | Tanács körút                       | 3                                  | 8                                  | 42, 42A, 47, 49, 52 1, 6, 7A, 7C, 9, 74, 81, 89, 106, 109, 181                                         |                                              | 7C                                           |
| 10                                 | 19                                    | Felszabadulás tér                  | 2                                  | 6                                  | 2, 2A 2, 5, 7A, 7C, 8, 9Y, 15, 89, 105, 107, 108                                                       |                                              | 7C, 9Y                                       |
| ∫                                  | ∫                                     | Döbrentei tér                      | 1                                  | 4                                  | 5, 86, 89 9, 18, 19                                                                                    | 49É                                          | 49É                                          |
| 12                                 | 21                                    | Szarvas tér éjszakai végállomás    | 0                                  | ∫                                  | 5, 86, 89 9, 18, 19                                                                                    | 49É                                          | 49É                                          |
| 13                                 |                                       | Dózsa György tér                   |                                    | 3                                  | 5, 16, 89 18                                                                                           |                                              |                                              |
| 14                                 | Krisztina tér (↓) Alagút utca (↑)     | 1                                  | 2, 4, 5, 89, 104, 105 18           |                                    | |                                              |                                              |
| 15                                 | Mikó utca nappali végállomás          | 0                                  | 18                                 |                                    | |                                              |                                              |